# Viaduc de Nogent-sur-Marne
Le viaduc de Nogent-sur-Marne est un viaduc de la ligne de Paris-Est à Mulhouse et de la ligne de la grande ceinture de Paris, entre les gares de Nogent - Le Perreux et des Boullereaux-Champigny, desservies par la ligne E du réseau express régional d'Île-de-France (RER). Il permet à la ligne de franchir la Marne.
Au XIXe siècle, il comportait trente arches en maçonnerie d'une portée maximale de 50 mètres.
Il a été dynamité par les Allemands pendant la Seconde Guerre mondiale le 25 août 1944 et les arches détruites ont été remplacées par des arches en béton armé en 1945.
Entre-temps, les trains avaient pour origine la gare de Paris-Bastille et utilisaient la ligne de Paris-Bastille à Marles-en-Brie jusqu'à la gare de Verneuil-l'Étang où ils reprenaient l'itinéraire historique, et réciproquement.
En 1975, il a été prolongé par le pont de franchissement de l'autoroute A4.

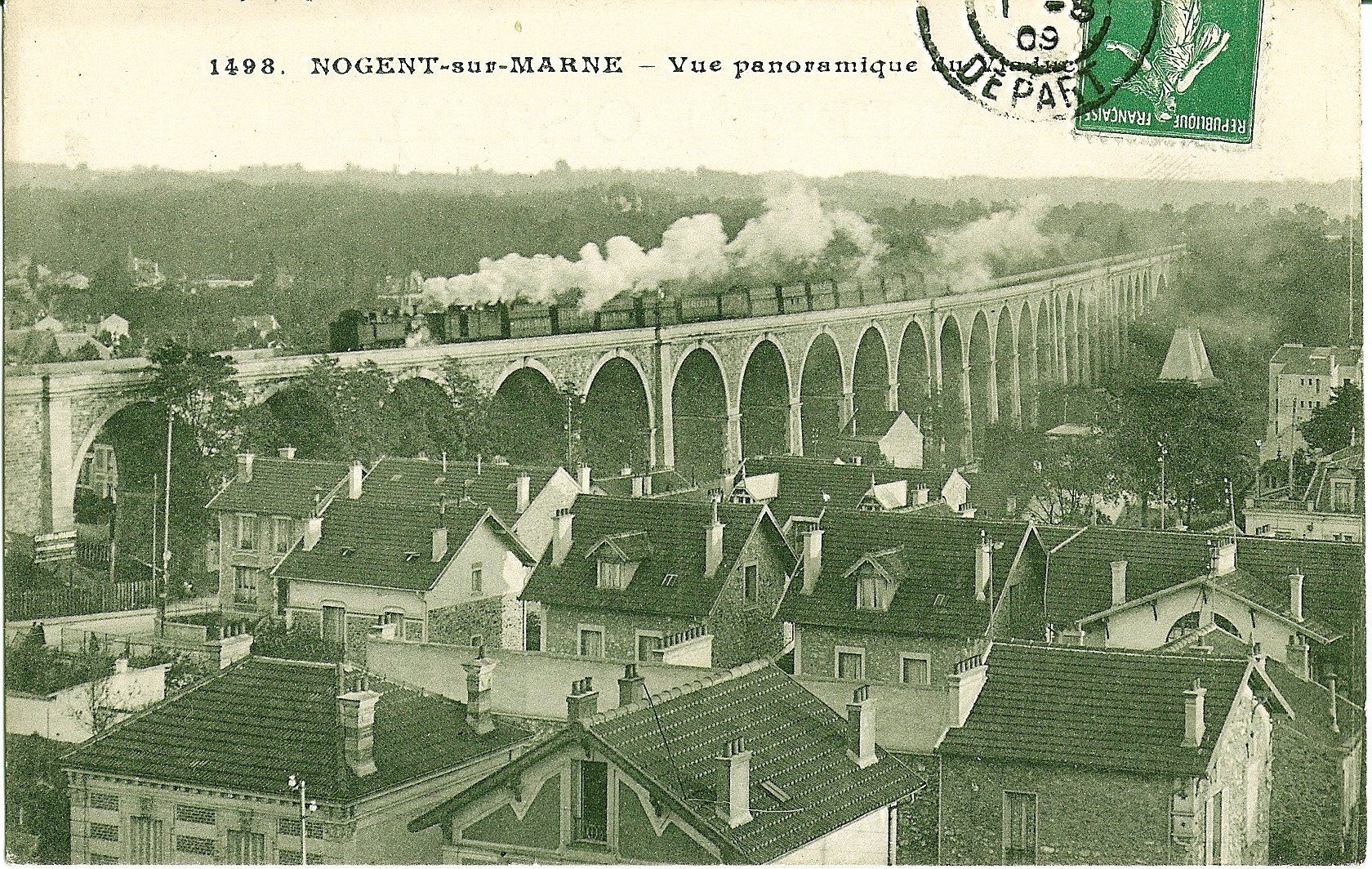
Le viaduc, d'après une carte postale oblitérée en 1909.
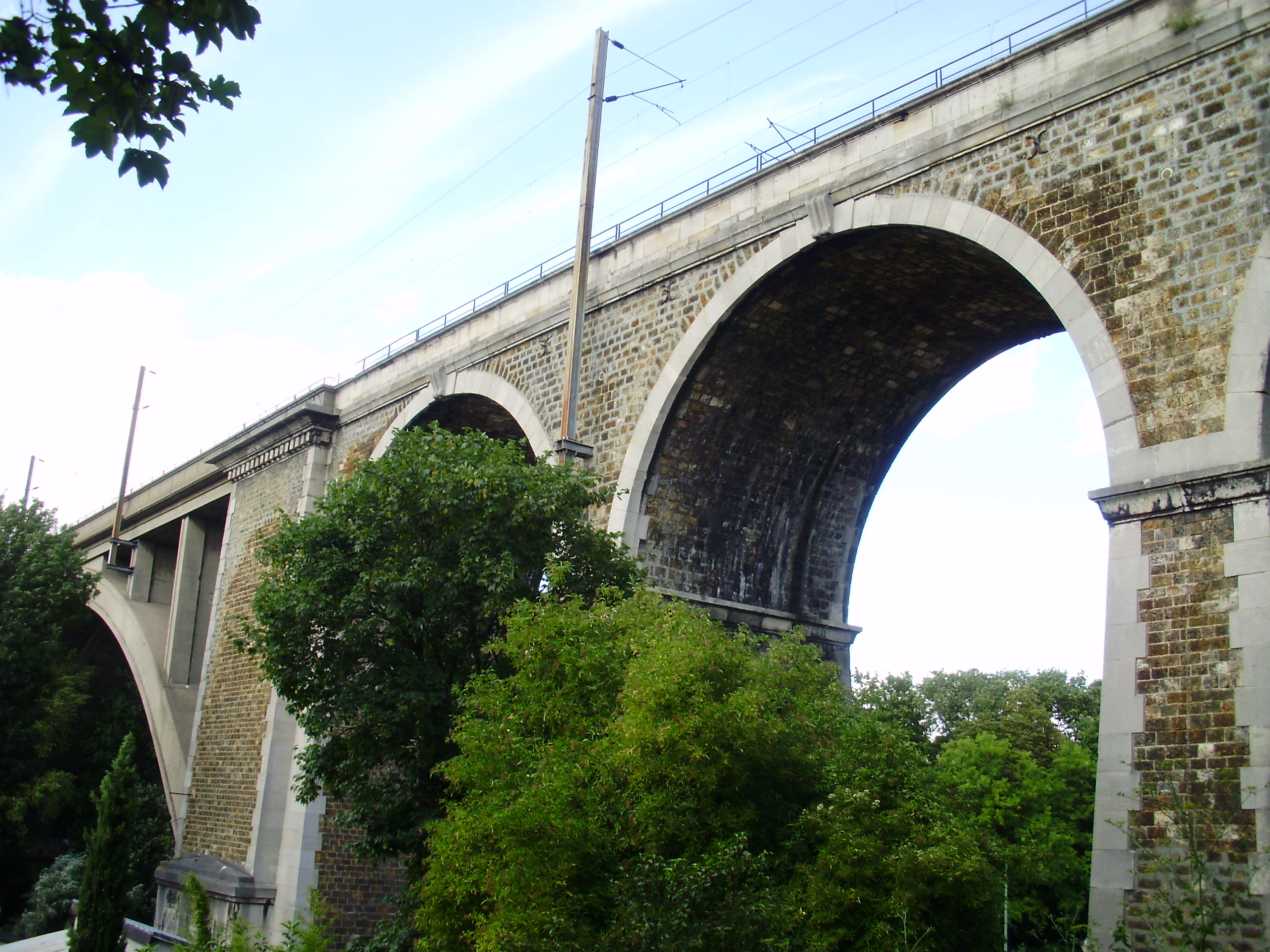
Une des arches du viaduc, côté Champigny-sur-Marne, en 2010.
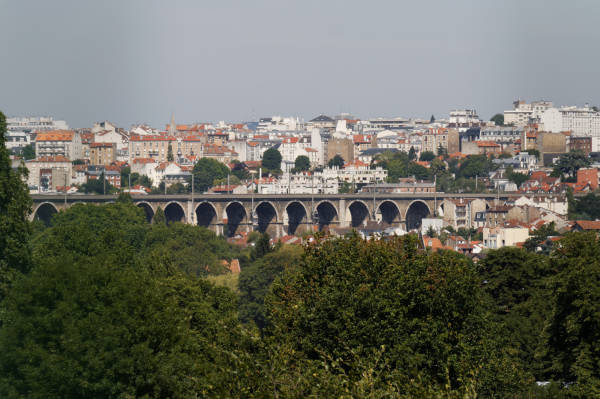
Le viaduc, depuis les hauteurs de Bry-sur-Marne, en 2014.